# الشملة (الجميمة)

تعديل مصدري - تعديل

الشملة هي إحدى قرى عزلة خطوه الحمارين بمديرية الجميمة التابعة لمحافظة حجة، بلغ تعداد سكانها 63 نسمة حسب تعداد اليمن لعام 2004.